# 모드 샤롱
모드 샤롱(프랑스어: Maude Charron, 1993년 4월 28일~)은 캐나다의 역도 선수이다. 2020년 하계 올림픽에서 여자 미들급 금메달을 획득했으며 2024년 하계 올림픽 여자 라이트급에서 은메달을 획득했다. 또한 세계 역도 선수권 대회에서 은메달 1개, 동메달 1개를 획득했다.